# Хирургическая бригада
Хирургическая бригада (операционная бригада) — группа медицинского персонала, создаваемая в лечебном учреждении (на этапе медицинской эвакуации) для проведения хирургических операций. Как правило, состоит из оперирующего и ассистирующих хирургов, анестезиолога и операционной медицинской сестры.